# Gabriele Kotsis
Gabriele Kotsis (née le 29 octobre 1967 à Vienne, pendant un temps Gabriele Anderst-Kotsis) est professeure d'informatique à l'Université Johannes Kepler (JKU) de Linz. Elle dirige l'Institut de télécoopération et le département des systèmes d'information coopératifs. De 2007 à 2015, elle a également été vice-rectrice pour la recherche et l'avancement des femmes et temporairement présidente du forum de recherche de la conférence universitaire autrichienne . De juillet 2020 à juillet 2022 elle a été présidente de l'Association for Computing Machinery (ACM).

## Biographie
Kotsis étudie l'informatique économique de 1986 à 1991 (mémoire de maîtrise « Interconnection Topologies and Touting for Parallel Processing Systems ») et les sciences sociales et économiques de 1992 à 1995 à l'Université de Vienne , et où elle obtient son doctorat « Arbeitsmodellierung für Parallele Systeme ». De 1991 à 2001, elle est  assistante universitaire à l'Institut d'informatique appliquée et des systèmes d'information. En 2000, elle obtient son habilitation en informatique à l'Université de Vienne. En 2001, elle occupe un poste de professeur invité d'un an à l'Institut de traitement et de gestion de l'information de l'Université d'économie et de commerce de Vienne. En 2002, elle est professeure invitée à l'Institut d'informatique de l'École de commerce de Copenhague au Danemark et à l'Institut de télécoopération de l'université de Linz. Elle est nommée professeure d'informatique en décembre 2002. Elle dirige l'Institut de télécoopération et le département des systèmes d'information coopératifs. De 2007 à 2015, elle est également vice-rectrice pour la recherche et l'avancement des femmes et temporairement présidente du forum de recherche de la conférence universitaire autrichienne . 
Elle est membre de l'Austrian Center for Parallel Computation (ACPC), de l' Austrian Computer Society (OCG), dont elle a été présidente de 2003 à 2007, et Distinguished Scientist de l'Association for Computing Machinery (ACM), dont elle était est présidente de juillet 2020 à juin 2022  Depuis 2016, elle est membre et depuis 2018 également vice-présidente du Conseil universitaire de l'Université de Klagenfurt .

## Domaines de recherche
- Technologies logicielles pour l'informatique mobile et Internet
- Systèmes distribués et coopératifs
- Réseaux sans fil et réseaux de capteurs
- Multimédia mobile, commerce mobile, e-business mobile
- Modélisation et simulation de systèmes informatiques et de réseaux
- Évaluation des performances et planification des capacités
- Caractérisation de la charge de travail pour les systèmes parallèles et distribués
- Topologies d'interconnexion pour les systèmes de traitement parallèles

## Prix et distinctions
- Prix Heinz Zemanek 1996 pour sa thèse de doctorat
- Prix d'encouragement 1992 de la Österreichische Computer Gesellschaft (de) pour son mémoire de maîtrise